# MSC Splendida
MSC Splendida è una nave da crociera della compagnia MSC Crociere. Ha tre navi gemelle: MSC Fantasia, MSC Divina e MSC Preziosa.

## Storia
Costruita nei cantieri navali Aker Yards France, poi STX France, di Saint Nazaire, è stata varata il 12 luglio 2009 a Barcellona, con madrina Sophia Loren, in presenza anche del tenore José Carreras.

## Descrizione
La nave, tra le più lussuose e grandi mai costruite, ha una stazza lorda di 133.000 tonnellate, una superficie di 450.000 metri quadrati, è lunga 333 metri ed è alta quasi 76 metri. Appartiene al segmento della classe Fantasia, come le navi gemelle. Può accogliere 4.000 passeggeri, oltre a 2000 membri dell'equipaggio.
Dispone di 18 ponti e di 25 ascensori, di sei scalinate in cristallo Swarovski  e di lucernai in vetro di Murano.  Mette a disposizione dei passeggeri 6 piscine, 20 idromassaggi, 20 bar, 6 ristoranti, un'area benessere denominata "Aurea Spa" di oltre 2000 m² e un'area riservata arredata come uno yacht di lusso denominata "MSC Yacht Club" con 71 suite, due ascensori privati, area piscina privata, Lounge Bar privato, ristorante privato e maggiordomo.
Tra le altre caratteristiche, annovera inoltre la presenza di 1.637 cabine, 65.000 punti luce, 1.800 chilometri di cablaggio elettronico, 150 fontane e getti d'acqua.
La nave è in grado di raggiungere una velocità massima di quasi 26 nodi, circa 50 km/h, grazie ad una propulsione della potenza di 40 megawatt, è una delle navi da crociera più veloci al mondo.

## Navi gemelle
- MSC Fantasia
- MSC Divina
- MSC Preziosa